# 16가지 성격 유형
16가지 성격 유형은 MBTI, 데이비드 커시의 커시 기질 유형(Keirsey Temperament Sorter, KTS), 16Personalities 등에서 사용하는 성격 유형이다.
커시 기질 유형(Keirsey Temperament Sorter, KTS), 16Personalities 에는 유형별 별칭 등이 붙어있다.

## MBTI 기준 지표
| 지표                | 지표                | 설명                                          |
| ------------------- | ------------------- | --------------------------------------------- |
| 내향 (Introversion) | 외향 (Extroversion) | 선호하는 세계: 내면 세계 / 세상과 타인        |
| 직관 (iNtuition)    | 감각 (Sensing)      | 인식형태: 실제 너머로 인식 / 실제적인 인식    |
| 감정 (Feeling)      | 사고 (Thinking)     | 판단기준: 관계와 사람 위주 / 사실과 진실 위주 |
| 인식 (Perceiving)   | 판단 (Judging)      | 생활 양식: 즉흥적인 생활 / 계획적인 생활      |

## 파생
2024년 9월 대한민국 행정안전부와 건축공간연구원은 같은 문자를 써서 지역별 MBTI를 인구감소지역에 배포했다.